# Fotogramas de Plata 1998
La 49a cerimònia de lliurament dels Fotogramas de Plata 1998, lliurats per la revista espanyola especialitzada en cinema Fotogramas, va tenir lloc el 8 de març de 1999 a la discoteca Joy Eslava de Madrid. La gala fou presentada per l'actriu catalana Neus Asensi.

## Candidatures

### Millor pel·lícula espanyola
| Pel·lícula | Director                | Resultat   |
| ---------- | ----------------------- | ---------- |
| Barrio     | Fernando León de Aranoa | Guanyadora |

### Millor pel·lícula estrangera
| Pel·lícula      | Director   | Resultat   |
| --------------- | ---------- | ---------- |
| The Truman Show | Peter Weir | Guanyadora |

### Millor actriu de cinema
| actriu               | Pel·lícula                                    | Resultat   |
| -------------------- | --------------------------------------------- | ---------- |
| Aitana Sánchez-Gijón | Sus ojos se cerraron y el mundo sigue andando | Candidata  |
| Penélope Cruz        | La niña de tus ojos                           | Guanyadora |
| Najwa Nimri          | Los amantes del Círculo Polar                 | Candidata  |

### Millor actor de cinema
| Actor           | Pel·lícula                                                      | Resultat  |
| --------------- | --------------------------------------------------------------- | --------- |
| Antonio Resines | La niña de tus ojos Una pareja perfecta Entre todas las mujeres | Guanyador |
| Eduardo Noriega | Cha-cha-chá                                                     | Candidat  |
| Santiago Segura | La niña de tus ojos Torrente, el brazo tonto de la ley          | Candidat  |

### Millor actor de televisió
| Actor           | Sèrie de televisió | Resultat  |
| --------------- | ------------------ | --------- |
| Pepón Nieto     | Periodistas        | Candidat  |
| José Coronado   | Periodistas        | Guanyador |
| Antonio Resines | A las once en casa | Candidat  |

### Millor actriu de televisió
| Actriu           | Sèrie de televisió | Resultat   |
| ---------------- | ------------------ | ---------- |
| Carmen Maura     | A las once en casa | Guanyadora |
| Amparo Larrañaga | Periodistas        | Candidata  |
| Ángela Molina    | Hermanas           | Candidata  |

### Tota una vida
| Intérprete           | Resultat  |
| -------------------- | --------- |
| Luis García Berlanga | Guanyador |

### Millor curtmetratge
| Pel·lícula       | Director         | Resultat  |
| ---------------- | ---------------- | --------- |
| Los Díaz felices | Chiqui Carabante | Guanyador |

### Millor actriu de teatre
| Actriu         | Muntatge                                         | Resultat   |
| -------------- | ------------------------------------------------ | ---------- |
| Concha Velasco | La rosa tatuada                                  | Candidata  |
| Vicky Peña     | Guys and Dolls La reina de la bellesa de Leenane | Candidata  |
| Núria Espert   | Master Class                                     | Guanyadora |

### Millor actor de teatre
| Actor/Companyia     | Muntatge            | Resultat  |
| ------------------- | ------------------- | --------- |
| Carlos Larrañaga    | Las mujeres de Jack | Candidat  |
| Juan Luis Galiardo  | Las últimas lunas   | Candidat  |
| Josep Maria Flotats | Arte                | Guanyador |